# 高坂橋

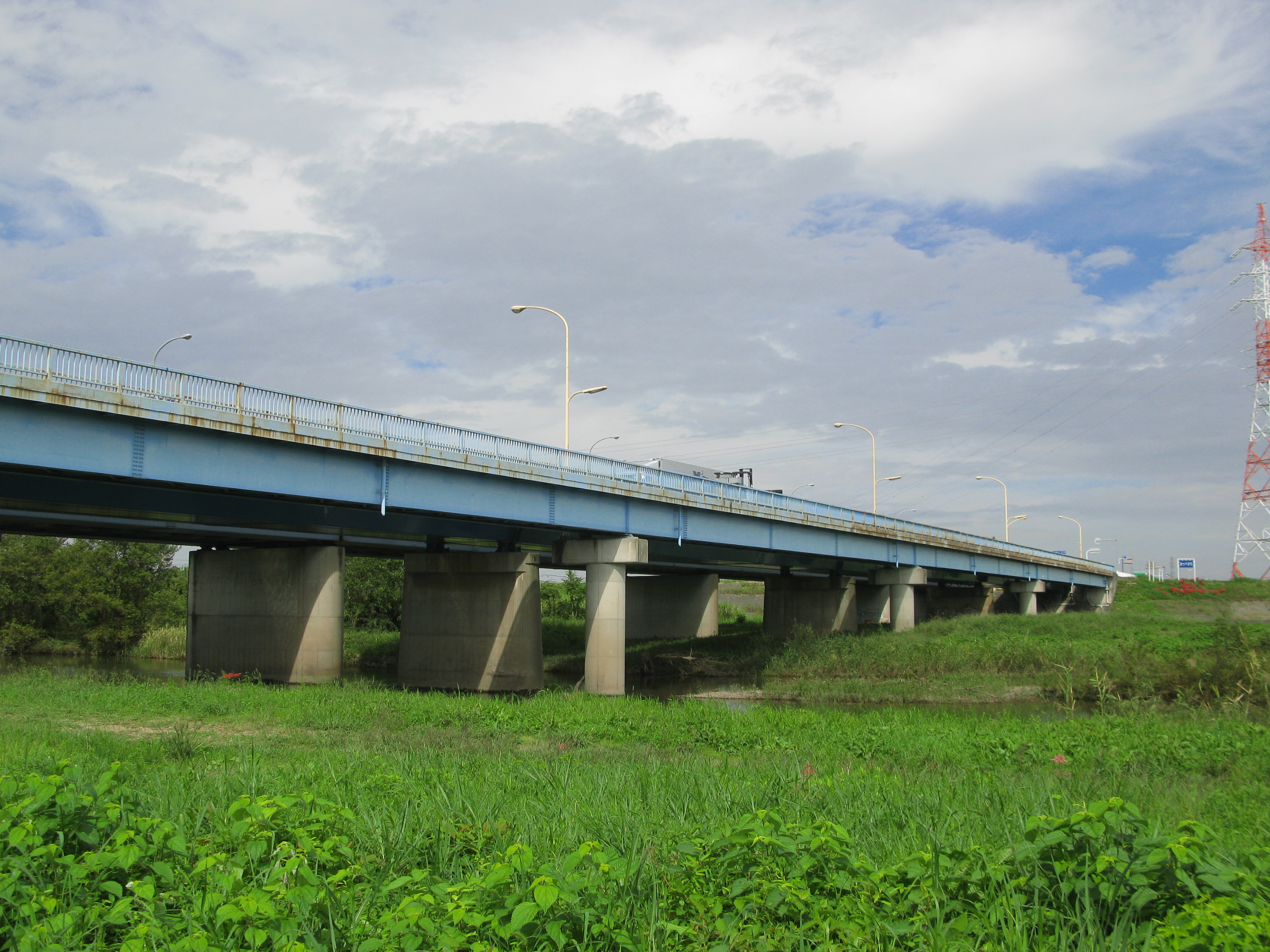
高坂橋（2012年10月）

高坂橋（たかさかばし）は、埼玉県坂戸市片柳と東松山市毛塚の境を流れる越辺川に架かる国道407号の道路橋である。

## 概要

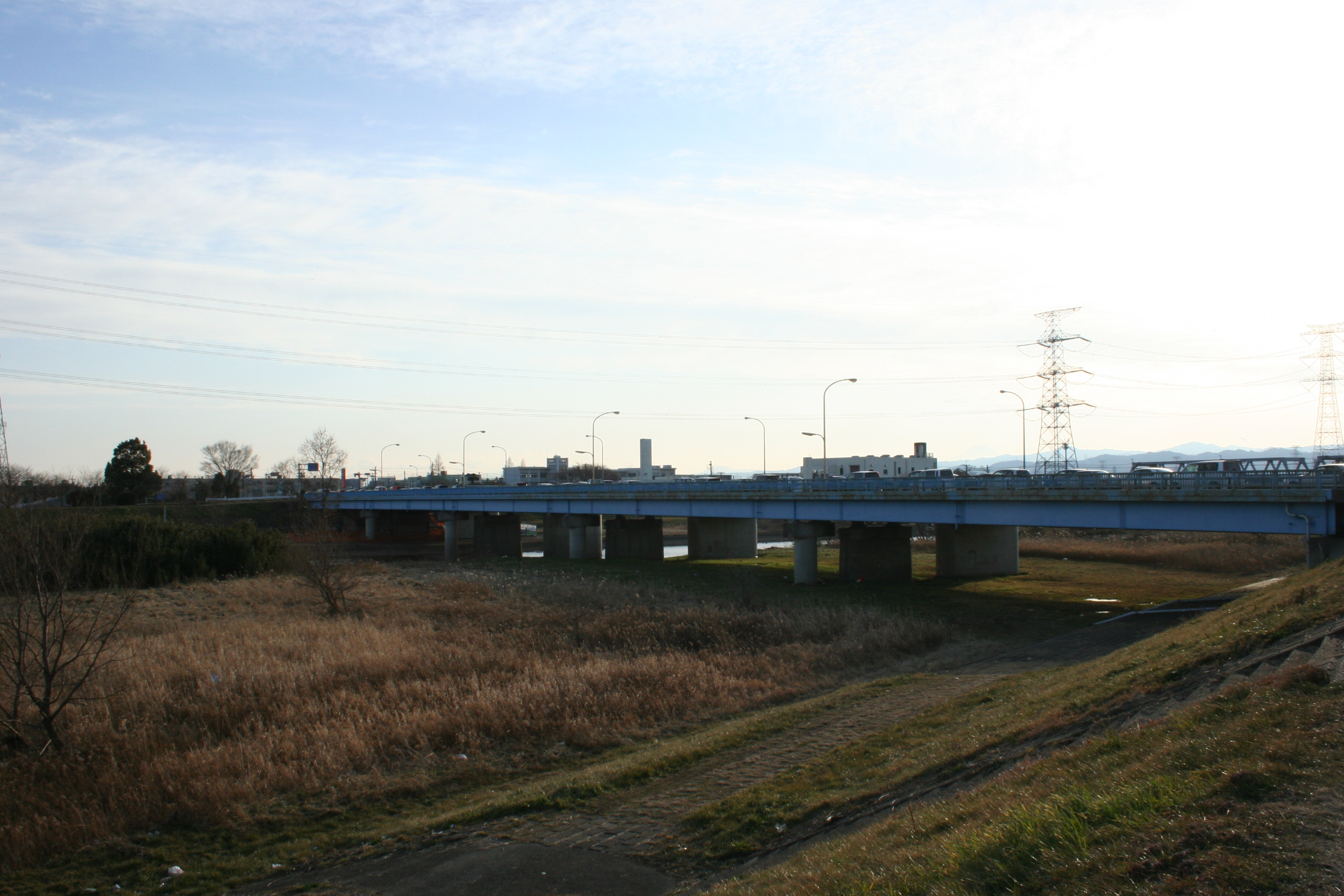
高坂橋（東松山市側より）

国道407号の越辺川に架かる橋で道路橋2本、歩道橋1本から成る密接した3本の橋である。 橋長196.65 m。橋の北詰は東松山バイパス、南詰は坂戸バイパスに接続する。またこの場所には、埼玉県道256号片柳川越線と国道407号の旧道（1966年当時は地方道熊谷武蔵線）も接続している。堤防天端の道路から橋へは、両岸側ともアクセス可能となっている。橋の名称は橋の架かる場所が高坂地内に位置することからその地名が付けられた。

## 歴史
現在の位置にある高坂橋は大正時代に出来たもので、それまではこの場所に橋はなく、東上線の橋りょうのやや上流側に下吉田地区と川辺地区を結ぶ日光脇往還（日光街道）の渡し場（吉田の渡し・川辺の渡し）や板橋が存在していた。また下流側には現在もある江戸から上州に向かう川越児玉往還（川越道）の島田橋があり、これらの道は九十九川の坂下橋付近で合流していたが、高坂橋完成後は高坂橋南詰で合流するようになった。
- 1920年（大正9年） - 初代高坂橋完成[6][7]。木桁橋であった。
- 1966年（昭和41年）3月 - 旧橋の上流側隣に現在の入間方面行きの橋が完成（1965年[8]）して開通。橋長196.6 m、幅員7 m[1][9]。
- 1980年（昭和55年）2月 - 下流側隣に歩行者用の橋完成。
- 1990年（平成2年） - 上流側隣に足利方面行きの橋完成[10]。4車線化される。上流側の歩道も整備された。
- 2008年（平成20年）5月 - 入間方面右折帯拡幅工事完成。

## 周辺
- 埼玉県立坂戸高等学校
- 坂戸市立片柳小学校
- 石井水処理センター
- 株木用水堰[11]
- 神名神社
- 慈眼寺

## 隣の橋
- 越辺川

（上流） - 樋の口橋 - 越辺川橋梁 - 高坂橋 - 島田橋 - 赤尾落合橋 - （下流）

## 関連文献
- “きょう完工式 東松山 高坂橋”. 埼玉新聞 (埼玉新聞社):  p. 6. (1966年3月30日)
- “親子三代で渡りぞめ 高坂橋の完工式で”. 埼玉新聞 (埼玉新聞社):  p. 6. (1966年4月1日)